# Vaqueros de Bayamón
I Vaqueros de Bayamón sono una società cestistica avente sede a Bayamón, a Porto Rico. Fondati nel 1930, giocano nel campionato portoricano.
Disputano le partite interne nel Coliseo Rubén Rodríguez, che ha una capacità di 13.000 spettatori.

## Palmarès
- Campionati portoricani: 16

1933, 1935, 1967, 1969, 1971, 1972, 1973, 1974, 1975, 1981, 1988, 1995, 1996, 2009, 2020, 2022, 2025